# Tefigramma

Tefigramma riportante le curve adiabatiche secche, le adiabatiche sature le curve di saturazione iso-rw in rapporto all'umidità relativa e al rapporto di mescolanza.

Il tefigramma è uno dei quattro diagrammi termodinamici (assieme al diagramma di Stüve, il nomogramma di Herloffson e l'emagramma) utilizzati per analizzare la struttura termica dell'atmosfera terrestre e per fare previsioni meteorologiche.
Il nome deriva dalla dizione "T-{\displaystyle \phi }-gramma" utilizzata per indicare gli assi della temperatura (T) e dell'entropia ({\displaystyle \phi }) nei diagrammi semilogaritmici. Il tefigramma viene utilizzato per mettere in diagramma i valori di temperatura e di punto di rugiada che in genere provengono da misure effettuate con palloni sonda, aerei o satelliti meteorologici e che permettono di calcolare la stabilità convettiva o l'energia potenziale convettiva disponibile (CAPE, dall'acronimo della terminologia inglese Convective Available Potential Energy). A fianco del tefigramma possono anche essere apposte le piccole frecce indicanti la direzione e la forza dei venti alle varie altezze.